# اوریدو
اوریدو (به انگلیسی: Ooredoo) شرکت مخابراتی قطری-کویتی است، که در زمینه ارائه شبکه تلفن همراه، خدمات اینترنت و پهنای باند فعالیت می‌کند.
ریشه‌های تأسیس این شرکت به سال ۱۹۸۷ و راه‌اندازی شرکت قطر تلکام توسط دولت قطر بازمی‌گردد. شاخه دیگر از گروه اوریدو؛ شرکت وطنیه تلکام می‌باشد، که در سال ۱۹۹۹ به‌عنوان نخستین اپراتور موبایل خصوصی کویت، در شهر کویت سیتی تشکیل شد.
در ماه مارس ۲۰۰۷ شرکت قطر تلکام اقدام به خریداری ۵۱٪ از سهام شرکت وطنیه تلکام نمود. در ماه سپتامبر ۲۰۱۲ در پی خریداری کلیه سهام وطنیه تلکام توسط قطر تلکام، سپس ادغام آنها، شرکت اوریدو شکل گرفت.
این شرکت در حال حاضر دارای عملیات در کشورهای کویت، عربستان سعودی، تونس، مالدیو، الجزایر، سرزمین‌های فلسطینی‌نشین و بوسنی و هرزگوین می‌باشد.
دفاتر مرکزی شرکت اوریدو در کویت سیتی، کویت و دوحه، قطر قرار دارند و بخشی از سهام آن در بازارهای بورس لندن، بورس بحرین، بورس ابوظبی و بورس قطر معامله می‌شود.